# Detalik anthonyi
Detalik anthonyi (лат.) — вид пауков-скакунов из состава рода Detalik (Salticidae). Эндемик Нигерии (Западная Африка), встречается в штатах Ойо, Кросс-Ривер и Квара. Мелкие пауки-скакуны оранжево-коричневого цвета, длина около 3 мм. Карапакс самцов имеет длину 1,8—2,1 мм и ширину 1,4—1,7 мм, длину брюшка 1,5—2,0 мм и ширину 1,0—1,4 мм. Карапакс самок имеет длину 1,7—2,2 мм и ширину 1,3—1,7 мм, длину брюшка 1,7—2,7 мм и ширину 1,3—2,2 мм. Вид был впервые описан в 2021 году польским арахнологом Wanda Wesołowska (Вроцлавский университет, Вроцлав, Польша) вместе с видами Drobinka parvula, Detalik ibadan, Detalik idanrensis (Нигерия) и Malizna admirabilis (Уганда). Вид Detalik anthonyi назван в честь британского арахнолога Энтони Рассела-Смита (Anthony Russell-Smith).